# العلاقات الإسرائيلية اليونانية
العلاقات الإسرائيلية اليونانية، هي العلاقات الثنائية بين اليونان وإسرائيل. تطورت العلاقات بين البلدين منذ عام 1990، حيث رفع التمثيل الدبلوماسية إلى مستوى سفارة. لليونان سفارة في تل أبيب، وقنصلية عامة في القدس، وقنصيلة فخرية في حيفا. ولإسرائيل سفارة في أثينا.

## التاريخ

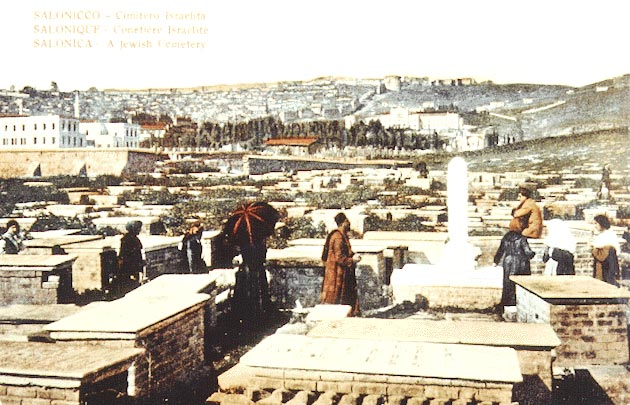
مقبرة يهودية في القرن 19 في تسالونيكي.

### بعد عام 1945
إلى جانب كوبا، كانت اليونان واحدة من دولتين فقط ذات أغلبية مسيحية صوّتتا ضد خطة الأمم المتحدة لتقسيم فلسطين. وكان ذلك أساسًا بهدف عدم الإضرار بالعلاقات الاقتصادية اليونانية العربية، وتجنب التهديد بطرد الجالية اليونانية في مصر (وهو ما سيحدث لاحقًا بعد تولي جمال عبد الناصر السلطة).
في أعقاب توقيع اتفاقات الهدنة 1949 التي أكدت بقاء إسرائيل في أعقاب الحرب العربية الإسرائيلية عام 1948، اعترفت اليونان بدولة إسرائيل في 15 مارس 1949، على الرغم من تمثيلها الدبلوماسي في تل أبيب على مستوى أقل من السفارة.

### ستينيات وسبعينيات القرن العشرين
تحسنت العلاقات بين إسرائيل واليونان إلى حد ما خلال فترة المجلس العسكري اليوناني الذي حكم البلاد من عام 1967 إلى عام 1974. أشاد المجلس العسكري بـ"الجوانب العسكرية للدولة الإسرائيلية" وساعد الولايات المتحدة في دعم إسرائيل خلال حرب 1967. كما أرسلت اليونان قنصلاً إلى القدس خلال هذه الفترة، لكنها امتنعت عن منح الاعتراف الكامل لموازنة علاقاتها مع الدول العربية.

### ثمانينيات وتسعينيات القرن العشرين
في تسعينيات القرن العشرين، بُذلت جهود لتحسين العلاقات بين البلدين وتم توقيع اتفاقية تعاون دفاعي. ومع ذلك، استمرت التوترات بسبب دعم اليونان التقليدي للفلسطينيين، والمحاباة اليونانية للعرب ودعم المقاومة الفلسطينية، (خاصة في عهد رئيس الوزراء أندرياس باباندريو، 1981-1989 و1993-1996)، بالإضافة إلى التعاون العسكري الإسرائيلي مع تركيا والجدل حول البطريركية الأرثوذكسية اليونانية في القدس.

### العقد الأول من القرن الحادي والعشرين
في أغسطس 2010، أصبح رئيس وزراء إسرائيل بنيامين نتنياهو أول رئيس وزراء إسرائيلي يزور اليونان. وفي جولته التي استمرت يومين، ناقش نتنياهو ورئيس الوزراء اليوناني جورج باباندريو إمكانية توسيع العلاقات الاستراتيجية وإقامة تعاون أكبر بين جيشي البلدين وصناعاتهما الدفاعية. وأعرب الدبلوماسيون الإسرائيليون عن رغبتهم في توسيع العلاقات مع اليونان. وشكر الرئيس الإسرائيلي شمعون بيريز اليونان.

### العلاقات في 2011
قام وزير الخارجية الإسرائيلي أفيغدور ليبرمان بزيارة أثينا في يناير 2011. أثناء الزيارة تم الاتفاق على إنشاء لجنة مشتركة للتعاون الأمني والإستراتيجي بين البلدين ولدراسة كيفية تنمية التعاون في القضايا الإستراتيجية والحرب على الإرهاب، وذلك حسب ما أعلنته وسائل الإعلام الإسرائيلية.
وفي 11 يوليو 2011 شكر الرئيس الإسرائيلي شمعون بيريز نظريه اليوناني كارلوس بابولياس على تدخله الشخصي لمنع إبحار سفن أسطول الحرية 2 إلى قطاع غزة، وقال بيريز:
 وكانت اليونان قد منعت عددا من السفن المشاركة في أسطول الحرية 2، والتي كانت متجهة إلى قطاع غزة.
وفي يونيو 2017، قام رئيس الوزراء نتنياهو بزيارة رسمية إلى سالونيك، حيث التقى بأعضاء المجتمع اليهودي القديم في المدينة وزار كنيس موناستير التاريخي.

### عشرينيات القرن الحادي والعشرين
في 2 يناير 2020، وقع رؤساء وزراء اليونان وقبرص وإسرائيل على اتفاقية خط أنابيب إيست ميد في أثينا. واستمرت العلاقات بين اليونان وإسرائيل في التعزيز مع امتناع اليونان عن التصويت ضد إسرائيل في قرار الأمم المتحدة لعام 2023 أثناء الحرب على غزة.
في مايو 2021، تم التوصل إلى اتفاق بعد مفاوضات بين الحكومتين لإنشاء مركز دولي للتدريب على الطيران داخل قاعدة كالاماتا الجوية في كالاماتا، اليونان. تتضمن الصفقة، البالغة قيمتها 1.375 مليار يورو، شراكة بين القطاعين العام والخاص لمدة 22 عامًا مع شركة إلبيت سيستمز لتحديث قدرات تدريب الطيارين في اليونان.

## العلاقات الاقتصادية
في 15 أغسطس 2012 عقد الرئيس الإسرائيلي بيريز اتفاقاً مع الحكومة اليونانية لعقد قمة إسرائيلية-قبرصية-يونانية في سبتمبر 2012 لتصدير الغاز الإسرائيلي.

## التعاون العسكري
في 10 أغسطس 2012 قامت القوات البحرية الإسرائيلية واليونانية بتدريبات مشتركة في المياه الإقليمية اليونانية.

## وصلات خارجية
- Greek Ministry of Foreign Affairs about relations with Israel
- Israel embassy in Athens
- Israel, Turkey, and Greece: Uneasy Relations in the East Mediterranean By Amikam Nachmani
- http://www.rieas.gr/index.php?option=com_content&view=article&id=1095:turkey-and-israel-crisis-in-the-horizon-and-the-end-of-an-alliance-&catid=23&Itemid=70
- http://www.rieas.gr/images/mavro1.pdf